# 阿弥陀寺 (那珂市)
阿弥陀寺（あみだじ）は、茨城県那珂市にある真宗大谷派の寺院。

## 歴史
1216年（建保4年）、親鸞によって開山された。当初は「大山草庵」と呼ばれており、那珂西大山（現・茨城県東茨城郡城里町阿波山）に位置していた。親鸞が当地に草庵を設けたのは、故郷の京都東山の風物と似ていたからといわれている。後に親鸞が京都へ帰還する際、大山草庵を弟子の定信に託した。この故事により、当寺の開基は定信としている。
親鸞の墓所である大谷廟堂は亀山天皇より「久遠実成阿弥陀本願寺」の寺号が与えられた。ただ大谷廟堂の寺院化への歩みは決して平坦ではなかった。第3代覚如は、大山草庵に立ち寄り、その荘厳（飾り）が立派なのに感銘を受け、亀山天皇から下賜された寺号のうち、「阿弥陀」を大山草庵に譲り、以降「阿弥陀寺」を称することになった。大谷廟堂は後に寺院化に成功し、正式に「本願寺」を称することになった。
1392年（明徳3年）、額田城の城主小野崎昭進により、現在地に移転し、額田城の守護寺とした。

## 文化財
- 木造阿弥陀如来立像（茨城県指定有形文化財 昭和46年10月28日指定）[3]
- 紙本墨書太祖聖人面授口決交名記（那珂市指定文化財 平成14年10月17日指定）[4]

## 交通アクセス
- 路線バス額田下町停留所より徒歩4分。